# Justin Amash
Justin Amash (Grand Rapids, 18 aprile 1980) è un politico statunitense, membro della Camera dei Rappresentanti per lo stato del Michigan dal 2011 al 2021.

## Biografia
Nato in una famiglia di arabi americani, Amash si laureò in legge all'Università del Michigan e intraprese la professione di consulente legale.

### Carriera politica
Entrato in politica con il Partito Repubblicano, nel 2008 venne eletto all'interno della legislatura statale del Michigan. Vi sostenne cinque risoluzioni e dodici progetti di legge, ma nessuno fu approvato. Due anni dopo si candidò alla Camera dei Rappresentanti e riuscì a conquistare un seggio. Fu poi riconfermato deputato nelle elezioni successive.
Amash era considerato come un esponente della corrente libertaria del Partito Repubblicano, difatti nel 2011 sostenne Ron Paul per le primarie repubblicane dell'anno seguente mentre per quelle di quattro anni dopo prima sostenne il figlio Rand Paul e, dopo che quest'ultimo si ritirò, il senatore Ted Cruz. Inoltre, votò contro la ri-autorizzazione del Patriot Act, ha favorito una misura per abrogare la detenzione indefinita e si è opposto alla nuova autorizzazione degli emendamenti della FISA, legge che detta misure in ambito di sorveglianza fisica ed elettronica.
Nel 2019, Amash abbandonò il Partito Repubblicano, dimettendosi dalla Commissione di Sorveglianza e Riforma di cui faceva parte.
Nel 2020, Amash passò al Partito Libertariano, annunciando la sua candidatura per le primarie del PL per le elezioni presidenziali del 2020. Amash divenne il primo membro libertario del Congresso.

## Posizioni politiche
Amash si è auto-descritto come un libertario, spesso contrario alle idee sia della maggioranza repubblicana che di quella democratica, ispirato dagli economisti Friedrich Hayek e Bastiat e sostenitore delle libertà economiche ed individuali.
Amash si oppone all'aborto e ai fondi federali per l'aborto, ma si è astenuto alla votazione per togliere i fondi federali a Planned Parenthood, ritenendo "impropria" una legge che toglie fondi a un privato anziché a tutte le organizzazioni che si occupano della stessa funzione di Planned Parenthood. Nel 2017 ha votato una legge per vietare la maggior parte degli aborti dopo 20 settimane di gravidanza.
Amash si oppone alla pena di morte (ha sponsorizzato nel 2019 una legge proposta da Ayanna Pressley per abolire la pena di morte a livello federale), ed è tra i 4 membri della Camera che ha votato contro una legge per classificare il linciaggio come crimine d'odio, sostenendo che avrebbe aumentato il numero di pene di morte e che gli atti criminalizzati dal progetto di legge già sono illegali e puniti dalla legge federale.
Amash è contro i salvataggi di aziende da parte del governo e contro gli aumenti delle tasse, inoltre, nel 2011, ha proposto una proposta di emendamento costituzionale che richiede, dopo un periodo di transizione di 10 anni, il pareggio di bilancio.
Per quanto riguarda l'ambiente, ha criticato l'Agenzia per la protezione dell'ambiente, per alcune regolamentazioni a suo dire eccessive, votò una proposta di legge per evitare che quest'ultima potesse regolare alcuni gas serra come inquinanti, e si oppose alla firma di Obama degli Accordi di Parigi, votando contro la successiva proposta di legge per bloccare Trump dal ritirare gli USA da questi accordi, sostenendo la nocività di un'eventuale carbon tax per l'economia statunitense. In un dibattito del 2017, Amash ha sottolineato le incertezze scientifiche sul fatto che le emissioni di anidride carbonica causino cambiamenti climatici.
Per quanto riguarda la sanità, ha votato a favore di una versione rivista della Trumpcare, mentre sulle droghe ha presentato, con Ted Lieu, un progetto di legge per impedire che la "lotta alla marijuana" della DEA si possa finanziare con confische di beni di civili e ha sponsorizzato, nel 2017, un progetto di legge contro la proibizione della marijuana a livello federale, introdotto da Tom Garrett.
Nel 2011 fu l'unico repubblicano a votare contro una risoluzione per rendere In God We Trust motto ufficiale degli USA.
Sulle coppie dello stesso sesso, nonostante inizialmente votò un provvedimento per consentire ai singoli Stati di scegliere se riconoscere o meno i matrimoni gay, nel 2013 disse che "la vera minaccia al matrimonio tradizionale e alla libertà religiosa è il governo, non le coppie gay che si amano e vogliono passare la vita insieme". Ha sostenuto l'esito di un caso giudiziario che ha portato al riconoscimento da parte della Corte suprema del diritto delle coppie gay di sposarsi.
Amash è stato spesso critico nei confronti dei programmi anti-terrorismo della National Security Agency, ha votato contro la ri-autorizzazione del Patriot Act e dell'USA Freedom Act.
Amash si è opposto all'ordine esecutivo del presidente Donald Trump del 2017 di vietare ai cittadini di sette Paesi a maggioranza musulmana di entrare negli Stati Uniti. Nel febbraio 2019, Amash è stato l'unico repubblicano della Camera a co-sponsorizzare una risoluzione per bloccare la dichiarazione da parte di Trump di un'emergenza nazionale per reindirizzare i fondi per costruire un muro sul confine tra Stati Uniti e Messico senza uno stanziamento congressuale per tale progetto. Ha scritto: "Una dichiarazione di emergenza nazionale per una non emergenza è nulla", e "[Trump] sta tentando di aggirare il nostro sistema costituzionale".
Amash sostiene la riduzione della spesa militare negli USA, e più volte ha criticato interventi militari di Obama e Trump, tra cui l'intervento in Siria nel 2014 (avvenuto senza un'effettiva autorizzazione del Congresso) e il coinvolgimento statunitense nell'intervento dell'Arabia Saudita in Yemen. Nel 2011, Amash è stato uno dei sei membri del Congresso che hanno votato contro la risoluzione 268 della Camera che riaffermava l'impegno degli Stati Uniti per una soluzione negoziata del conflitto israelo-palestinese attraverso negoziati diretti israelo-palestinesi, approvati da 407 membri. Nel 2014 è stato uno degli otto membri del Congresso che hanno votato contro un pacchetto da 225 milioni di dollari per rifornire le difese missilistiche israeliane Iron Dome, approvate con 398 membri a sostegno. Sostiene una soluzione a due Stati al conflitto israelo-palestinese. Amash si unì a 104 democratici e 16 repubblicani che votarono contro il National Defense Authorization Act del 2012 (NDAA), che specificava il budget e le spese del Dipartimento della Difesa, definendola "una delle leggi più anti-libertà della nostra vita". Amash ha co-sponsorizzato un emendamento alla NDAA che avrebbe vietato la detenzione militare indefinita e i processi militari, in modo che tutti i sospetti terroristi arrestati negli Stati Uniti vengano processati nei tribunali civili. Nel 2016, Amash si è unito al voto unanime alla Camera per approvare una risoluzione che dichiara che lo Stato islamico dell'Iraq e del Levante (ISIL) ha commesso un genocidio contro le minoranze religiose in Medio Oriente.
Nel 2017, Amash ha votato contro un disegno di legge, poi approvato, che imponeva nuove sanzioni economiche contro Russia, Iran e Corea del Nord.
Amash è stato più volte critico nei confronti di Donald Trump, opponendosi nel 2016 alla sua candidatura a presidente, definendolo nel 2017 un "bullo infantile" e diventando nel 2019 il primo repubblicano a sostenere il suo impeachment e, una volta diventato indipendente, l'unico non-democratico a votare a favore di entrambi gli articoli di impeachment.